# Pukerua Bay

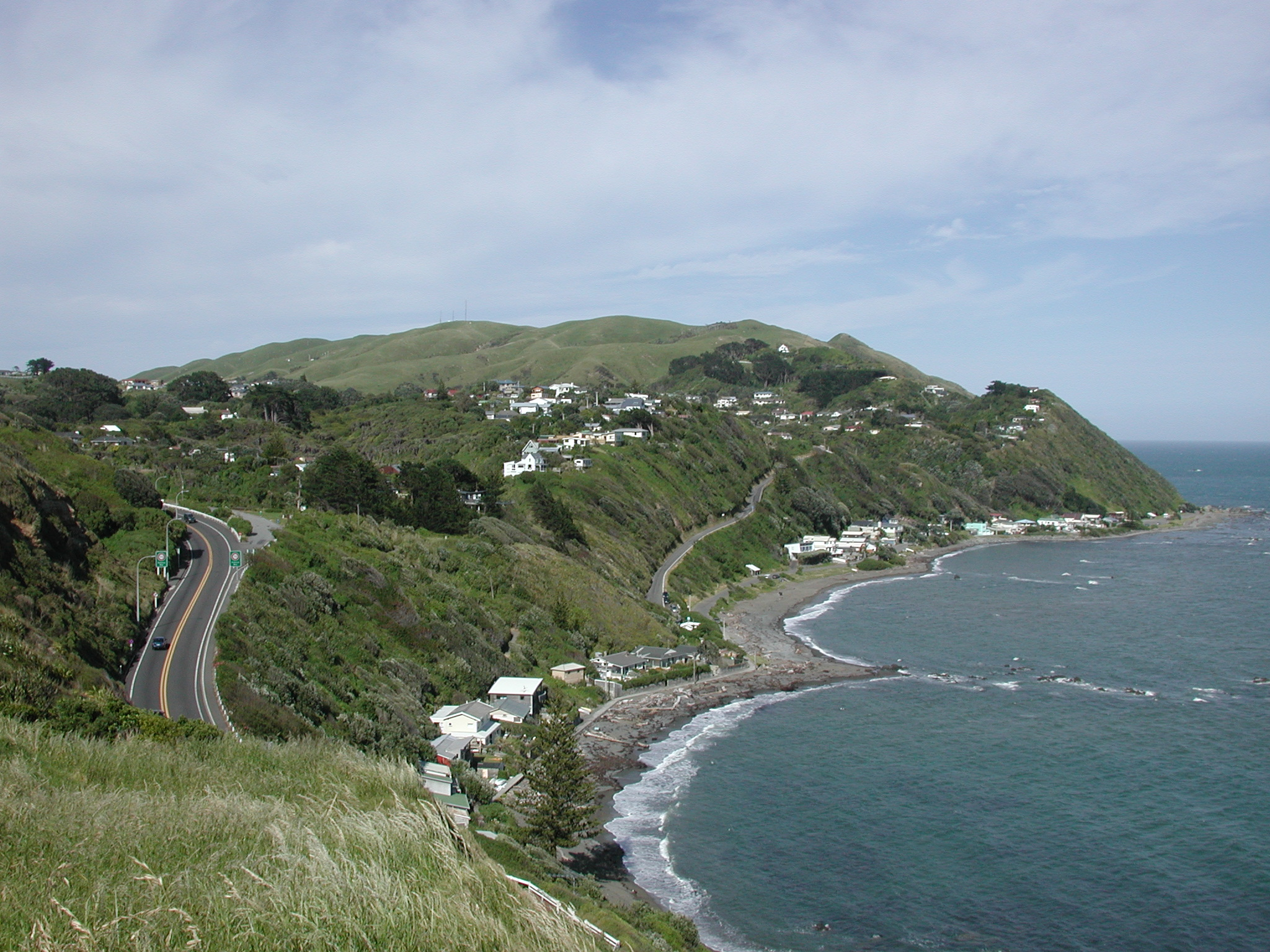
Pukerua Bay

Pukerua Bay is een kleine kustgemeente in de regio Wellington op de zuidwestelijke kust van het Noordereiland van Nieuw-Zeeland. Het is de noordelijkste voorstad van Porirua City. Het ligt 12 km ten noorden van het centrum van Porirua City aan de State Highway 1 en 30 km ten noorden van het centrum van Wellington.

## Geboren
- Peter Jackson (1961), filmregisseur